# Voortzettingsbeding
Een voortzettingsbeding kan een onderdeel zijn van een samenwerkingscontract dat of -acte die is opgesteld bij het oprichten van een maatschap, vennootschap onder firma of commanditaire vennootschap.
Bij deze persoonlijke ondernemingsvormen eindigt de samenwerking als een van de maten resp. vennoten uit het samenwerkingsverband stapt. Ook bij overlijden eindigt het samenwerkingsverband.
Het regelend recht biedt de mogelijkheid hiervan af te wijken. In een voortzettingsbeding kan worden geregeld dat de overblijvende maten of vennoten de maatschap, vennootschap onder firma of commanditaire vennootschap voortzetten. Het samenwerkingsverband blijft dus in gewijzigde samenstelling bestaan.